# Фу Цюанью
Фу Цюанью́ (кит. упр. 傅全有, пиньинь Fù Quányǒu род. в ноябре 1930 года, пров. Шаньси) — китайский военачальник, генерал-полковник, член Центрального военного совета КНР (1992—2003), начальник Генштаба НОАК (1995—2002).
Член КПК с августа 1947 года, член ЦК КПК 12—15 созывов.

## Биография
По национальности ханец. 
С октября 1946 года в рядах НОАК.
Присоединишись к китайским народным добровольческим войскам, участвовал в Корейской войне (1953).
Окончил Высшую военную академию (1960).
С июня 1985 года командующий Военным округом Чэнду.
С мая 1990 года командующим Ланьчжоуским военным округом.
В 1992—1995 гг. директор Генерального отдела логистики НОАК.
В 1995—2002 годах начальник Генерального штаба Народно-освободительной армии Китая (НОАК).